# Періодизація антропологічна
Відповідно до антропологічних знахідок попередніх досліджень було більш-менш встановлено наступну періодизацію:
1. Проконсул — з 20 млн років тому;
2. Рамапітек — з 14-15 млн років тому;
3. Дріопітек — з 9-10 млн років тому;
4. Австралопітек (південна мавпа) — з 3-5 млн років тому;
5. Homo habilis (людина вміла) — з 2,5 млн років тому;
6. Homo erectus (людина прямостояча або архантроп (найдавніша людина)) — з 1,5 млн років тому;
7. Неандерталець (або палеоантроп (давня людина)) — 150-40 тис. років тому;
8. Homo sapiens (людина розумна) або кроманьйонець (або неоантроп (нова людина)) — з 40 тис. років до н. е.